# 柿の種
菓子としての「柿の種（かきのたね）」は、日本生まれの米菓のうち、あられ、かき餅の一種。唐辛子の辛味を利かせた醤油味の、長楕円形・粒状のあられで、色・形ともにカキノキ（柿木）の種子に似ていることからその名で呼ばれる。
味付けの異なる様々な派生商品が開発されているが、ごく一部の甘い商品を例外として、辛味の強い菓子である。形にバリエーションは無い。剥き身のピーナッツと組み合わせたものは「柿ピー」の名で親しまれており、旧来の柿の種と並び、広く普及している。

## 名称

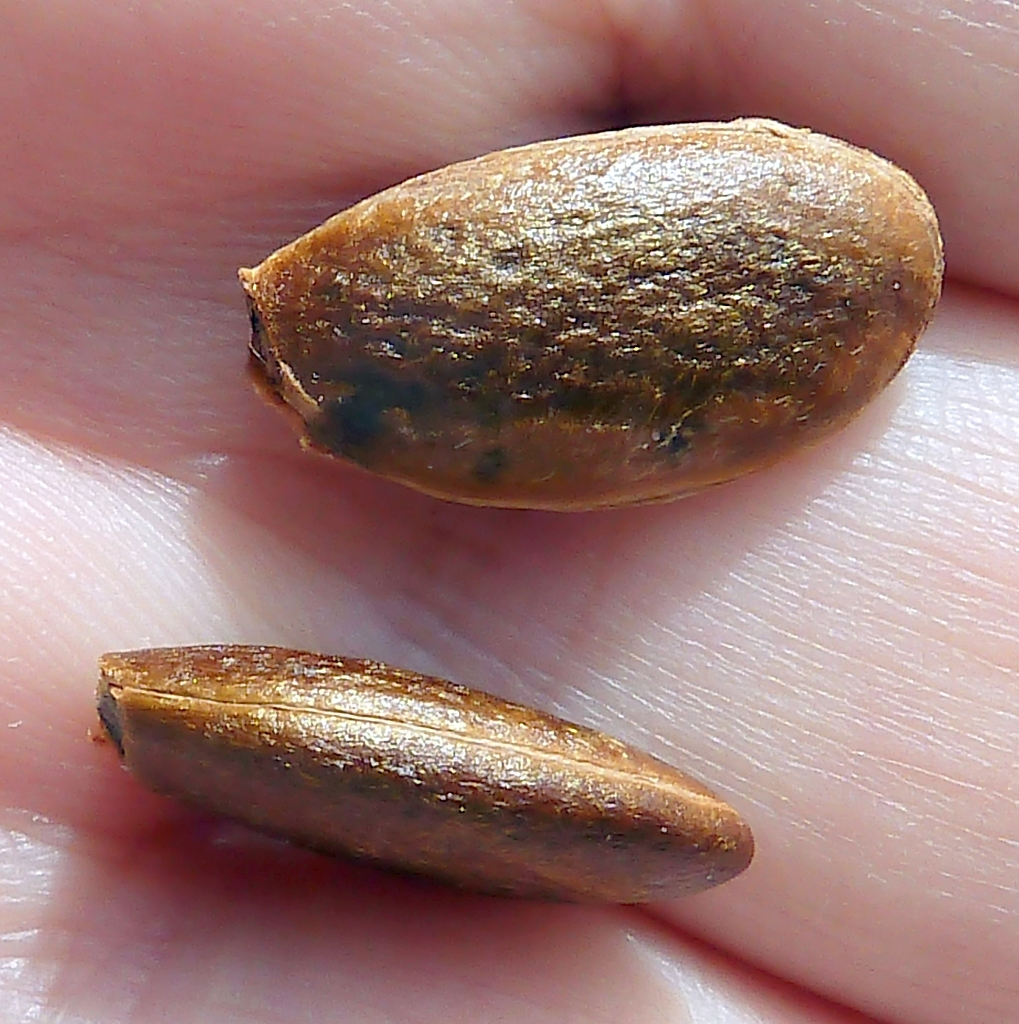
柿の種子

日本語で「柿の種」といえば、第一義には、カキノキ（柿木）の種子のことで、「柿の核（さね）」ともいう。「さね」は「真（さ）根（ね）」で、「核」を意味する。形状は扁平で長楕円形、色は茶褐色（■左に画像あり）。
本項で解説する菓子の「柿の種」は、どの辞書も第二義に挙げている。創製者・今井與三郎（浪花屋製菓創業者）が命名し、発売された1925年（大正14年）に一商品名として世に出たもので、商標登録は行われず、製法が公開されたため、多くの業者が参入して市場が形成され、早くから一般名称化した。
小学館『精選版 日本国語大辞典』第2版は、第三義として「けちん坊」の意を挙げており、これも別名として「柿の核（さね）」がある。

## 特徴
柿の種（総称）は、おつまみの定番として根強い人気がある。
柿の種（あられ）の製法は、もち米またはうるち米を細かく砕き粉末にしたものを蒸し、よく練ってから冷蔵庫で冷やして固め、固まったものを柿の種の原型の大きさに切断する。それをよく乾燥させた後、オーブンで焼いて膨らませ、柿の種の形をつくる。形ができた柿の種の表面に味を付けて完成となる。
焼きの工程のオーブンの器は食材がよく裏返って全体が均一に焼けるよう五角多面体で、それが回転する。
一般の煎餅と同じく柿の種（あられ）は湿気を取り込みやすいため、缶入りという販売形態が古くから執られてきている。しかし、合成樹脂フィルムやアルミニウム素材を用いた防湿包装技術が発達するに連れて袋型パッケージが主流となり、缶入りのほうはやや高級感のある商品やまとめ買い用の商品という位置づけにシフトすることで存続した。袋型パッケージのほうはその後も個包装やジッパー付きパックの登場でますます防湿性が高まっていった。また、外力による割れを起こしにくいペットボトル入りも少なくとも2000年代後半には登場している。なお、亀田製菓では、個包装6つ入りの大袋の場合、工場に包装用ロボットを導入して以降、少なくとも2010年代半ば以降は、内容量をロボットが瞬時に計測し、個包装6つの合計重量が同じになる組み合わせを割り出して仕分けている。柿の種の辛味は唐辛子によるものが多いが、でん六に限っては創業以来一貫してわさび味である。

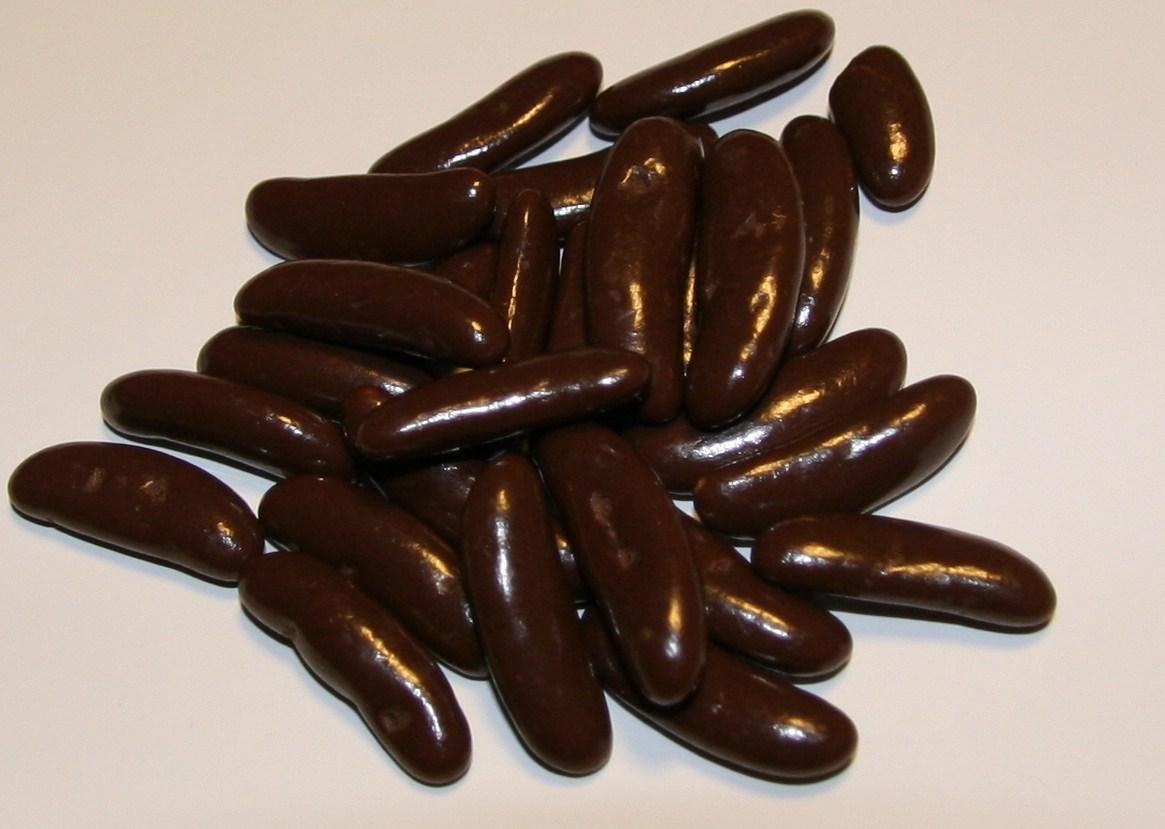
柿チョコ／辛い柿の種（あられ）を甘いチョコレートでコーティングした、例外的に甘辛な派生品。

唐辛子と醤油で味付けされた赤みがかったものが元来の柿の種（あられ）であるが、多くは着色料も添加している。着色料は紅麹系の入った赤色系が多いが、美濃屋あられ製造本舗などの商品についてはコク出しのために使用されるカラメル色素を使った黒いものも存在する。塩だれ、ワサビ、チョコレート、マヨネーズ、青のり、チーズ、梅しそ、カレーパウダー等で味付けされた商品もある。また、柿の種（あられ）や柿ピーを一食材として他の食材と組み合わせた商品（アソート商品）も珍しくない。例えば、亀田製菓の「もち種あられ」は柿ピーと粒餅のアソート、同じ亀田製菓の「なないろ小町」は柿の種（あられ）をあられ7種の一つとするアソート、また、ブルボンの「おつまみ柿種」は柿の種（あられ）をメインに他のあられ3種とバターピーナッツという合計5つの食材からなるアソート商品である。
柿の種をオイル漬けにした派生商品も製造・販売されている。  

### 製造会社
日本国内における柿の種のメーカー別シェアは、亀田製菓がトップである。以下でん六、岩塚製菓、三幸製菓、ブルボンと続いている。

## 歴史

### 開発
今井與三郎（現・浪花屋製菓株式会社の創業者で、柿の種の創製者）は、1919年（大正8年）、新潟県古志郡四郎丸村（1921年〈大正10年〉以降、現在の長岡市四郎丸）にて煎餅の個人商店を営み始めた。創業当初はうるち米で煎餅を作っていたが、大阪のあられ作りを関西出身の青年に教わってからはもち米を使った小判型あられを作るようになった。製造工程についても当初は全てを手作業でこなしていたが、一部に金型を使うようになっていた。そうしたなか、1923年（大正12年）のこと、妻が金型をうっかり踏み潰して変形させてしまう。今井は形の歪んだ金型を成形し直すことができず、そのままで使ってみたところが、歪んだ小判型をしたあられができ、これが“柿の種子に似た形のあられ”を考案するきっかけとなった。試行錯誤を繰り返し、商品化に漕ぎ着けたのは翌々年の1925年（大正14年）。大阪のあられ作りを指南してくれた青年に敬意を払って屋号を「浪花屋」に改めた今井が「柿の種」を発売すると、たちまち爆発的ヒット商品となった。「柿の種」という商品名は、とある取引先の主人の「こんな歪んだ小判型はない。形は柿の種に似ている」という一言をヒントに名付けられたものである。
なお、一般的な柿の品種の種よりも縦に細長い形になっているのは、新潟県名産の「大河津」という甘柿の一種の種の形に由来している。

### 柿ピー
柿の種（あられ）と剥き身のピーナッツという組み合わせ、すなわちそれが「柿ピー（かきピー）」「ピー柿（ピーかき）」「ピーピー柿（ピーピーかき）」などと通称される派生品であるが、これが生まれたきっかけについては諸説ある。1つ目は帝国ホテルの酒場がサービスとしてナッツを出す際、日本らしさを出すためピーナッツに柿の種を混ぜたのが始まりというもの。1955年（昭和30年）にはピーナッツが混ぜられ始めたという。2つ目は亀田製菓の直売所で創業者の妻が店番をしていた際、思い付きでピーナッツと柿の種を一緒に食べてみたのが始まりというもの。3つ目は、1950年代に日立製作所供給所の仕入れ先の問屋と店員がかさ増し目的で混ぜたところ、ヒットしたというものである。

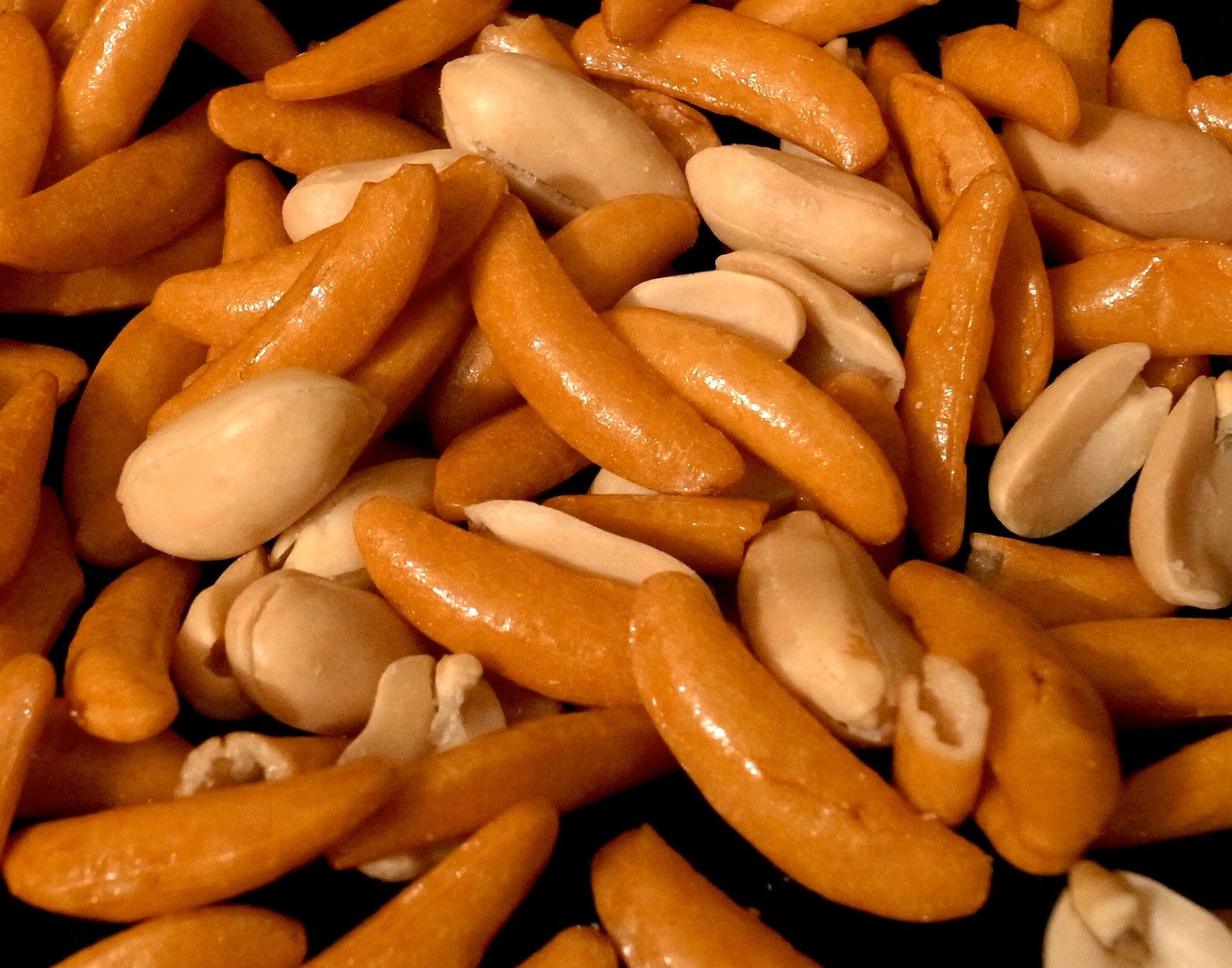
柿ピー

亀田製菓は1977年（昭和52年）に「フレッシュパック柿の種」を発売する。それまでは一度袋を開けるとピーナッツの油分の酸化が進み、味の劣化が避けられなかったが、1食分ずつ小分けに包装にすることで味を保つことが可能になり、同時にそれまでの家族全員で食べるものとして以外に個人消費や行楽時のおやつなど新たな用途が生まれた。さらに昭和から平成への転換期に起こったドライビールの販売合戦「ドライ戦争」により、ビールのおつまみとして人気を得た亀田製菓の柿の種の売り上げは3倍近くも増え、これが同社の売り上げを業界トップに押し上げたという。変わったところでは亀田製菓と東洋水産が共同開発して柿の種風味のカップ焼きそばの販売も行われている。
柿ピーの柿の種とピーナッツの配合比率（重量比）について、亀田製菓の場合、発売後数年間は8対2であった。当時はピーナッツがやや高価であったため、小さめの粒を使っていた。1970年代後半のうちに大粒へ換えられたが、その際、比率を5対5に変更された。しかし、評判が良くなかったことからすぐに改められ、市場調査の結果、6対4を"黄金比率"として採用し、これが定番化した。
その後2019年（令和元年）、10月1日から11月27日にかけて、配合比率について消費者の意見を葉書・SNS（Twitter、LINE）にて投票する「私、亀田を変えたいの。キャンペーン『当たり前を疑え! 国民投票』」を実施した。結果は、重量比で「7対3」が首位（29.5％）となり、これを元に商品テスト等の検討が行われた結果、翌2020年（令和2年）6月より6袋詰タイプを「7対3」比率に変更して販売することとなった。
この調査のCMには、子連れの主婦「ママツコ」（亀田製菓CMキャラクター）に扮するマツコ・デラックスを起用した。

### Kaki no tane
海外市場の開拓は、大きな規模ではないものの、行われてきてはいる。
美濃屋あられ製造本舗は、第二次世界大戦終戦後（戦後）それほど経たない時期から（※つまり、時期の詳細は不明ながら）、神奈川県横浜市の輸出商社「株式会社清水商店」を通じ、アメリカ合衆国ハワイ州の現地企業 TAIYO Inc.（タイヨー株式会社）への PB提供 "TOMOE BRAND（トモエ ブランド）" で柿の種を輸出してきた。ブランド名は、ロゴタイプに紋所「三つ巴（みつどもえ）」が用いられているとおり、「巴（ともえ）」から来ている（■右の画像を参照）。柿の種のあられの色合いは濃く、黒に近いものが主流になっている。2010年（平成22年）12月31日をもって清水商店が廃業すると、2011年（平成23年）1月1日からは製造元である美濃屋あられ製造本舗がブランドを引き受けることとなった。今でもハワイのABCストアや空港では TOMOE BRAND で柿の種が販売されている。
2003年（平成15年）には、亀田製菓が中国山東省青島市に子公司（子会社）を設立し、米菓の日本向け輸出を始めた。2005年（平成17年）には台湾系食品大手の康師傅と合弁会社を設立し、中国本土の巨大市場に切り込もうとしたが、これも台湾系食品大手の旺旺集団に属する中国旺旺が中国本土の米菓市場で7～8割のシェアを押さえているため、流通網拡大は思うように進んでいない。2009年（平成21年）1月からは中国市場の開拓に乗り出し、日系のスーパーマーケットやコンビニを販路としたテスト販売を始めている。中国オリジナルの麻辣味も開発している。
2008年（平成20年）4月、対米輸出強化を図る亀田製菓はアメリカ合衆国カリフォルニア州に現地法人 "KAMEDA USA" を発足させ、柿の種（総称）を "Kakinotane（カキノタネ）" 名義で試験販売した。その後、発音のしやすさから "Kameda Crisps（日本語音写例：カメダ クリスプス）" に改称したうえで本格的に販売し始めた。アメリカ版の柿ピーはアメリカ人の嗜好に合わせてイリノイ州で産する大き目のピーナッツを使用しており、剥き身のピーナッツ自体も塩味で味付けされている。また、アメリカでの健康ブームに合わせ、ノンフライであることを売り文句にしている。

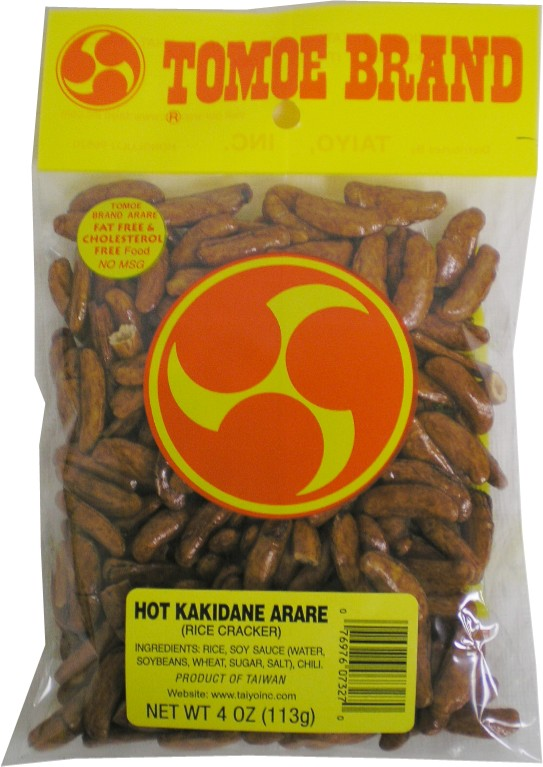
TOMOE BRAND の柿の種

2018年（平成30年）3月30日には、亀田製菓が、カンボジアにおいて米菓・スナック菓子の製造販売を行っているリリー・フード・インダストリー社 (LY LY Food Industry Co., LTD.) との合弁会社の設立を発表し、同年5月から同国市場への進出を図っている。
2021年（令和3年）に公開されたハリウッド映画『ワイルド・スピード/ジェットブレイク』（ユニバーサル・ピクチャーズ制作）では劇中に亀田製菓の柿の種が登場し、実際に出演者が同製品を食べるシーンがあるとして話題になった。

### 宇宙食
2014年（平成26年）、亀田製菓は「亀田の柿の種」こと亀田製菓製の柿ピーを宇宙食（宇宙日本食）にするべく開発に着手した。「亀田の柿の種」発売50周年を迎えた2016年（平成28年）には、節目の挑戦として係る開発は正式プロジェクトとなり、明くる2017年（平成29年）8月7日、「亀田の柿の種」はJAXAの宇宙食（宇宙日本食）に認定された。認証品名は、日本語で「米菓（柿の種ピーナッツ入り）」、英語で "Rice Crackers(Kakinotane with peanuts)" という。

### 年表

#### 大正時代
- 1919年（大正8年） - 今井與三郎（現・浪花屋製菓株式会社の創業者）が、新潟県古志郡四郎丸村（現・長岡市四郎丸）にて煎餅の個人商店を営み始める。
- 時期不特定 - うるち米で煎餅を作っていた今井與三郎が、もち米を使った小判型あられを作るようになる。
- 時期不特定 - 製造工程の全てを手作業でこなしていた今井與三郎が、一部に金型を使うようになる。
- 1923年（大正12年） - 今井與三郎の妻が金型をうっかり踏み潰してしまい、“柿の種子に似た形のあられ”考案のきっかけを作る。
- 1925年（大正14年） - 今井與三郎が「柿の種」を発売する。

#### 昭和時代
- 第二次世界大戦終結後それほど経たない時期 - 美濃屋あられ製造本舗が、輸出商社「株式会社清水商店」を通じ、アメリカ合衆国ハワイ州の現地企業 TAIYO Inc. への PB提供 "TOMOE BRAND（トモエ ブランド）" で柿の種を輸出し始める。
- 1955年（昭和30年） - 柿ピーの登場／一説に、帝国ホテルの酒場で既に供されていたとされる。
- 1961年（昭和36年） - 浪花屋製菓が工場を増築して増産体制に入る。「柿の種進物缶」を発売。
- 1966年（昭和41年） - 柿ピーの市販流通の始まり／亀田製菓が柿ピーの市販流通品「ピーナッツ入り柿の種」を発売[4]。
- 1977年（昭和52年） - 亀田製菓が市販流通品「フレッシュパック柿の種」シリーズを発売[4]。個包装を初めて導入したことで、それまでヒットの兆しが無かった柿ピーが圧倒的売り上げを誇るきっかけとなり[4]、やがて亀田製菓は柿の種市場の売り上げの5割以上を占めるようになる[4]。

#### 平成時代
- 2003年（平成15年） - 亀田製菓が中国山東省青島市に子公司（子会社）を設立。
- 2008年（平成20年）
  - 4月 - 対米輸出強化を図る亀田製菓がアメリカ合衆国カリフォルニア州に現地法人 "KAMEDA USA" を発足させ、柿の種（総称）の試験販売を行う。
  - 時期不明 - 亀田製菓が "Kameda Crisps" 名義で柿の種（総称）の本格販売開始。
- 2007年（平成19年） - 亀田製菓の「亀田の柿の種」が、日本の全ての菓子の中で売り上げ第1位を記録する[4]。
- 2009年（平成21年）1月 - 亀田製菓が中国青島市にある子公司（子会社）を拠点に中国市場の開拓に乗り出し、日系のスーパーマーケットやコンビニエンスストアを販路としたテスト販売を始める[4]。
- 2011年（平成23年）1月1日 - 前年一杯で廃業した清水商店のTOMOEブランドを美濃屋あられ製造本舗が引き継ぐ。
- 2014年（平成26年） - 亀田製菓が柿ピーを宇宙食（宇宙日本食）にするべく開発に着手。
- 2016年（平成28年） - 亀田製菓が柿ピーの宇宙食化を正式開発プロジェクトにする。
- 2017年（平成29年）8月7日 - 亀田製菓の柿ピーが、宇宙航空研究開発機構（JAXA）の宇宙食（宇宙日本食）に認定される。

#### 令和時代
- 2019年（令和元年）10月1日 - 11月27日 - 亀田製菓が、柿ピーの柿の種とピーナッツの配合比率について消費者の意見を投票で公募して実売商品に反映させる「私、亀田を変えたいの。キャンペーン『当たり前を疑え! 国民投票』」を展開[18][17][21]（結果は「7対3」が首位[19]）。
- 2020年（令和2年） - 前年の投票結果を踏まえ、亀田製菓は6月より、6袋入りにおいて柿の種とピーナッツの重量比率をこれまでの「6対4」から「7対3」に変更して発売[35]。
- 2022年 (令和4年） - 亀田製菓は6袋入りにおいて柿の種とピーナッツが一緒に入っているのとは別に、柿の種だけのやピーナッツだけといった重量比率をこれまでの「10対0」のと「0対10」のも発売。